# Park Narodowy Barra Honda
Park Narodowy Barra Honda – park narodowy założony w 1974 roku w Kostaryce o powierzchni 2295 ha, położony 17 kilometrów na północny zachód od miejscowości Nicoya. 
Bezpośrednią przyczyną utworzenia parku było odkrycie w 1970 roku przez speleologów datowanych na około 300 rok p.n.e. pozostałości ludzkich kości w jaskini Nicoya.
Zawiera on system 42 jaskiń, wśród których zaledwie część jest zbadana. Najgłębszą z nich jest jaskinia Santa Ana (240 metrów). Największa ilość formacji jaskiniowych znajduje się w jaskini Terciopelo (Węża), którą tworzą cztery komory, m.in. Mashroom, Cavern z formacją przypominającą głowę lwa i organ z naciekami wydającymi dźwięki. Najliczniej zamieszkana przez nietoperze jest jaskinia Pozo Hediondo. Jaskinie znane były już Indianom, którzy mierzyli ich głębokość przy pomocy sznurka (nazwa parku w tłumaczeniu oznacza „głęboki sznurek”). Wznoszący się na wysokość 300 metrów najwyższy szczyt parku – Barra Honda, stanowi punkt widokowy. Uformowany został 60 – 70 milionów lat temu. 
Park porośnięty jest przez suchy, tropikalny las (drzewa gumbo-limbo). W przeszłości kilku farmerów próbowało karczowania go pod uprawy kukurydzy. Zamieszkiwany jest przez m.in. białoogonowe jelenie, oposy, koati, pumy i kojoty.